# Tour du Haut-Var 2011
Die 43. Tour du Haut-Var war ein Rad-Etappenrennen in Frankreich, das vom 19. bis zum 20. Februar 2011 stattfand. Es wurde in zwei Etappen über eine Gesamtdistanz von 375,8 Kilometern ausgetragen. Das Rennen war Teil der UCI Europe Tour 2011 und dort in die Kategorie 2.1 eingestuft.
Der Franzose Thomas Voeckler vom Team Europcar sicherte sich das Gelbe Trikot vor seinem Landsmann Julien Antomarchi (VC La Pomme Marseille) und dem Italiener Rinaldo Nocentini von Ag2r La Mondiale.

## Teilnehmer
Vom veranstaltenden O.C.C.V Draguignan wurden fünf ProTeams und neun Professional Continental Teams eingeladen, darunter das deutsche Team NetApp. Das Starterfeld der 18 Mannschaften wurde von vier Continental Teams komplettiert. Somit waren alle französischen Profimannschaften versammelt. Am Start standen fünf deutsche Fahrer.
| UCI ProTeams AG2R La Mondiale Euskaltel-Euskadi Movistar                             | Saxo Bank-SunGard Team Garmin-Cervélo   |                                                         |
| UCI Professional Continental Teams Bretagne-Schuller Cofidis, le Crédit en Ligne FDJ | Saur-Sojasun Skil-Shimano Team Europcar | Team NetApp Team Type 1-Sanofi Veranda’s Willems-Accent |
| UCI Continental Teams Big Mat-Auber 93 Endura Racing Roubaix Lille Métropole         | VC La Pomme Marseille                   |                                                         |

## Etappen und Rennverlauf
Die erste Etappe führte vom Küstenort La Croix Valmer ins Landesinnere, wo der Zielort Grimaud bereits passiert wurde, von wo aus der Weg weiter ins Landesinnere und dann an die Küste führte. Daraufhin bewegte sich das Feld wieder zurück nach Grimaud. Insgesamt vier Bergwertungen standen auf dem Programm, und auch der Weg ins Ziel führte über einen zwei Kilometer langen Anstieg. Hier zersplitterte das Feld in mehrere Gruppen, zwischen denen allerdings keine großen Abstände entstanden. Im Sprint um den Tagessieg setzte sich Samuel Dumoulin (Cofidis) gegen Rinaldo Nocentini von Decathlon AG2R La Mondiale durch.
Am nächsten Tag wurde in einem 207 Kilometer langen Teilstück Draguignan und sein Umland befahren. Sieben Anstiege mussten erklommen werden, wobei die letzte Steigung einige Kilometer vor dem Ziel lag. Sieben Kilometer vor dem Ziel setzte sich der bereits zuvor sehr aktive französische Landesmeister Thomas Voeckler (TotalEnergies) zusammen mit Julien Antomarchi vom kleinen Team VC La Pomme Marseille ab, dem er den Tagessieg überließ. Voeckler gewann stattdessen das Gelbe Trikot.
| Etappe | Tag         | Start – Ziel              | Typ         | km    | Etappensieger     | Gesamtwertung   |
| ------ | ----------- | ------------------------- | ----------- | ----- | ----------------- | --------------- |
| 1.     | 19. Februar | La Croix Valmer > Grimaud | Hügeletappe | 168,8 | Samuel Dumoulin   | Samuel Dumoulin |
| 2.     | 20. Februar | Draguignan > Draguignan   | Hügeletappe | 207   | Julien Antomarchi | Thomas Voeckler |